# Leányvár (település)
Leányvár (németül Leinwar) község Komárom-Esztergom vármegyében, az Esztergomi járásban.

## Fekvése
A település a Budapestet Doroggal és Almásfüzitővel (illetve hajdan Béccsel) összekötő 10-es főút mentén fekszik, a Pilis, a Gerecse és a Budai-hegység által közrezárt Dorogi-medencében, a Gerecse keleti nyúlványain, festői környezetben.
A közvetlenül határos települések: kelet felől Piliscsév, délkelet felől Pilisjászfalu, délnyugat felől Dág, nyugat felől Csolnok, északnyugat felől pedig Dorog. Észak felől a legközelebbi település Kesztölc, de a közigazgatási területeik nem érintkeznek.

## Megközelíthetősége

### Személygépkocsival
Leányvár közúton a 10-es főúton közelíthető meg, Budapesttől 32 km-re fekszik. A tervezett M100-as gyorsforgalmi út a település határában fog elhaladni, amellyel közvetlenül elérhető lesz az M1-es autópálya (jelenleg ez a 102-es főúton keresztül érhető el).  A 11-es főút a 117-es illetve 111-es főúton keresztül érhető el, Esztergom távolsága 10 km.
Leányvár autóval Budapest határától 30 perc alatt, Esztergomból 10 perc alatt érhető el.

### Vasúton
A települést a Budapest–Esztergom-vasútvonal érinti, a Leányvár vasútállomáson megálló járatok:
- S72-es személyvonat
- G72-es gyorsított személyvonat
- Z72-es zónázó személyvonat

A vonatok napközben félóránként járnak, a menetidő a Nyugati pályaudvartól 50-55 perc.

### Autóbusszal
Autóbusszal
- Budapestről a 800-as, 805-ös, 810-es, 811-es és 815-ös
- Esztergomból a 8504-es
- Kesztölcről a 8502-es

járatokkal érhető el.
A településen megáll a 8510-es Esztergom-Dorog-Kesztölc-Piliscsév-Piliscsaba járat is.
A buszok csúcsidőben fél óránként járnak, a menetidő az Árpád hídtól kb. 50 perc.

## Története
A mai Leányvár és környéke már a Római Birodalom idején is lakott hely volt, később az avarok lakhelye volt a település.
Első írásos említése 1270-ből való, Wolmoth (Volmód) alakban.
Az 1321-es, 1327-es, 1334-es írásos adatok alapján a mai Leányvár területén fekvő Valmot falu javarészt az esztergomi johannita ispotály birtokában volt. A  határában emelkedő hegy gerincén az Ulmod-nak (Valmot) nevezett vár és egy apácakolostor állt, a település mai nevének (Leányvár) eredetét is ezzel hozzák kapcsolatba.
A vár romjai még a 19. század eleji térképeken is fel voltak tüntetve, de mára már már nyoma sincs.
1570-ben Valmónnak nevezték, de a község ekkor még lakatlan helységként szerepelt.
A falu a török időkben elpusztult, s csak a 18. században, eredeti helyétől kissé távolabb épül fel újra. Ekkor a terület és a falu is a Sándor család birtokába kerül, aki német telepesekkel népesítette újra. Lakosainak száma ekkor 198 volt.
A 20. század elején a település 834 lakosa közül csak 36 vallotta magát magyarnak. 1945 után a falu német lakosságának 60 %-át kitelepítették. A falu megmaradt német lakossága nagy gonddal ápolja nemzeti hagyományait, a helyi földrajzi nevek is kétnyelvûek.

## A település bemutatása, nevezetességei

### Beloiannisz utca
A Beloiannisz utca neve korábban Gróf Apponyi Albert utca volt. A rendszerváltás után, a kilencvenes években a képviselőtestület vissza akarta változtatni a görög kommunista vezető nevét viselő utcát az eredeti nevére, de az utca lakói aláírásgyűjtést indítottak a visszanevezés ellen.

### Bécsi út
A Bécsi út az országos közúthálózat része, a 10-es főút egy szakasza, a települést közúton ezen keresztül lehet megközelíteni.
- Habsburg emlékmű – József főherceg 1908. április 21-i szerencsés kimenetelű balesetének helyi védelem alatt álló emlékoszlopa[7]

### Erzsébet utca
Az Erzsébet utca a település valamikori főutcája. Az utcaképre eredetileg az utcára merőleges, oromfalas hosszúházak voltak jellemzőek, a templom körül kialakult központban a beépítés sűrűsödött, ott a hosszúházakat felváltották a hajlított házak. Hajdan minden ház előtt diófák álltak.
- Erdély Jenő dombormű – Az Erzsébet utca 92. alatt található Leányvári Erdély Jenő Általános Iskola falán 2016-ban az iskola egykori igazgatójának tiszteletére állított emléktábla Máthé Krisztián munkája[8]
- Árpád-házi Szent Erzsébet-plébániatemplom – az Erzsébet utca 127. alatt található, 1806-ban klasszicista stílusban épült műemléki védelem alatt álló római katolikus templom[9][10]

### Kápolna utca
A burkolatlan Kápolna utcán lehet feljutni a 213 méter magas, a település képét meghatározó, a település fölé magasodó Kálvária dombra, és az ott található kápolnához és kálváriához.
- Kápolna – 1785-ben építette Wegner Antal. 1998-99-ben Gerstner Ferenc és édesapja kezdeményezésére helyi összefogással újították fel. Helyi védelem alatt áll.[7][11]
- Kálvária kereszt – Eredetileg 1785-ben állította Wegner Antal, helyi védelem alatt áll[7]
- Szent János szobor – Az eredetileg 1808-ban állított szobor helyén 2014-ben újraállított helyi védelem alatt álló szobor ifj. Manhertz Mátyás munkája[12]
- Szűz Mária szobor – Az eredetileg 1808-ban állított szobor helyén 2014-ben újraállított helyi védelem alatt álló szobor ifj. Manhertz Mátyás munkája[13]

### Panoráma utca
A település legújabb utcája, mely az átalakuló településrészek közé tartozik; az Önkormányzat a lakosság megváltozott életmódjához, igényeihez, illetve a település gazdasági fejlődéséhez alkalmazkodva alakította ki.
A kialakított telkek nagy (minimum 800 m2) alapterületűek, beépítésre szántak, a területen kertvárosias lakóövezetet szeretnének létesíteni. Az úttest frissen burkolt. Az utcában minden közmű (csatorna, gáz is) elérhető, a közművek (az áram és a hírközlés is) a föld alatt futnak.
A település további utcái: Kálvária utca, Kápolna köz, Petőfi utca, Szent Erzsébet köz, Templom utca, Várdomb utca, Vasút utca

## Népessége
A település népességének változása:
| Lakosok száma | 1544 | 1525 | 1567 | 1679 | 1721 | 1721 | 1744 | 1739 | 1818 | 1778 |
|               | 1990 | 1994 | 1998 | 2001 | 2005 | 2009 | 2013 | 2016 | 2020 | 2024 |

## Lakosság összetétele

### Nemzetiségi hovatartozás
A 2011-es népszámlálás során a lakosokból
- 81,5% magyarnak
- 19% németnek
- 0,5% szlováknak
- 0,2% románnak

mondta magát. 18,3% nem nyilatkozott. (A kettős identitások miatt nagyobb a végösszeg 100 %-nál.)
2022-ben a lakosság 87,1%-a vallotta magát magyarnak, 10% németnek, 0,5% románnak, 0,4% cigánynak, 0,2% szlováknak, 0,1-0,1% örménynek és bolgárnak, 2,7% egyéb, nem hazai nemzetiségűnek (12,6% nem nyilatkozott; a kettős identitások miatt a végösszeg nagyobb lehet 100%-nál). 

### Felekezeti hovatartozás
A 2011-es népszámlálás során a vallási megoszlás a következő volt:
2022-ben vallása szerint 34,3% volt római katolikus, 7,5% református, 0,7% evangélikus, 0,7% görög katolikus, 0,1% ortodox, 0,7% egyéb keresztény, 0,1% egyéb katolikus, 13,2% felekezeten kívüli (42,3% nem válaszolt).

## Közélete

### A település polgármesterei
| időszak   | polgármester neve | pártállása | forrás                      |
| --------- | ----------------- | ---------- | --------------------------- |
| 1990–1991 | Szegvári László   | független  | [ 16 ]                      |
| 1991–2006 | Bánffy Miklós     | MDF        | [ 17 ] [ 18 ] [ 19 ] [ 20 ] |
| 2006–2011 | Tóth János        | független  | [ 21 ] [ 22 ]               |
| 2011–2019 | Hanzelik Gábor    | független  | [ 23 ] [ 24 ]               |
| 2019–     | Fári Csaba        | független  | [ 25 ] [ 1 ]                |

A településen az előző képviselő-testület önfeloszlatása miatt 2011. július 24-én időközi polgármester- és képviselő-testületi választást tartottak. A választáson a hivatalban lévő polgármester nem indult.

### A település képviselő-testülete
A 2024-es helyi önkormányzati választásoktól a képviselő-testület tagjai:
| képviselő neve      | pártállása | tisztsége      |
| ------------------- | ---------- | -------------- |
| Balogh András       | független  |                |
| Csobán Ildikó       | független  |                |
| Gölcz Mira          | független  |                |
| Fári Csaba          | független  | polgármester   |
| Ott Csaba           | független  |                |
| Weisenbruger Csaba  | független  | alpolgármester |
| Witzenleiter Zoltán | független  |                |

## Testvértelepülései
- Csúz, Szlovákia[27]